# Villeneuve-lès-Bouloc
Pour les articles homonymes, voir Villeneuve.
Villeneuve-lès-Bouloc est une commune française située dans le nord du département de la Haute-Garonne, en région Occitanie.
Sur le plan historique et culturel, la commune est dans le Frontonnais, un pays entre Garonne et Tarn constitué d'une succession de terrasses caillouteuses qui ont donné naissance à de riches terroirs, réputés pour leurs vins et leurs fruits. Exposée à un climat océanique altéré, elle est drainée par le Girou, le ruisseau de Mont Auriol et par divers autres petits cours d'eau.
Villeneuve-lès-Bouloc est une commune rurale qui compte 1 687 habitants en 2022, après avoir connu une forte hausse de la population depuis 1968. Elle est dans l'agglomération toulousaine et fait partie de l'aire d'attraction de Toulouse. Ses habitants sont appelés les Villeneuvociens ou Villeneuvociennes.
Dans le Frontonnais, et l'aire d'attraction de Toulouse, au nord de la Haute-Garonne. Elle partage, avec la commune de Castelnau-d'Estrétefonds, la présence d'un des premiers pôles multimodaux de France, la zone Eurocentre.
Le patrimoine architectural de la commune comprend un immeuble protégé au titre des monuments historiques : le château de Villefranche, inscrit en 2005.

## Géographie

### Localisation
La commune de Villeneuve-lès-Bouloc se trouve dans le département de la Haute-Garonne, en région Occitanie.
Elle se situe à 18 km à vol d'oiseau de Toulouse, préfecture du département, et à 12 km de Villemur-sur-Tarn, bureau centralisateur du canton de Villemur-sur-Tarn dont dépend la commune depuis 2015 pour les élections départementales.
La commune fait en outre partie du bassin de vie de Toulouse.
Les communes les plus proches sont :
Bouloc (2,1 km), Cépet (2,2 km), Saint-Sauveur (3,1 km), Gargas (3,6 km), Vacquiers (4,4 km), Labastide-Saint-Sernin (4,9 km), Bruguières (5,2 km), Gratentour (5,4 km).
Sur le plan historique et culturel, Villeneuve-lès-Bouloc fait partie du Frontonnais, un pays entre Garonne et Tarn constitué d'une succession de terrasses caillouteuses qui ont donné naissance à de riches terroirs, réputés pour leurs vins et leurs fruits.
Villeneuve-lès-Bouloc est limitrophe de huit autres communes.
Les communes limitrophes sont  Bouloc, Castelnau-d'Estrétefonds, Cépet, Gargas, Saint-Sauveur, Vacquiers, Villematier et Villemur-sur-Tarn.
| Bouloc                   | Villemur-sur-Tarn (sur 100 m) | Villematier |
| Castelnau-d'Estrétefonds | Villeneuve-lès-Bouloc         | Vacquiers   |
| Saint-Sauveur            | Cépet                         | Gargas      |

### Géologie et relief
La superficie de la commune est de 1 266 hectares ; son altitude varie de 113  à   217 mètres.

### Hydrographie

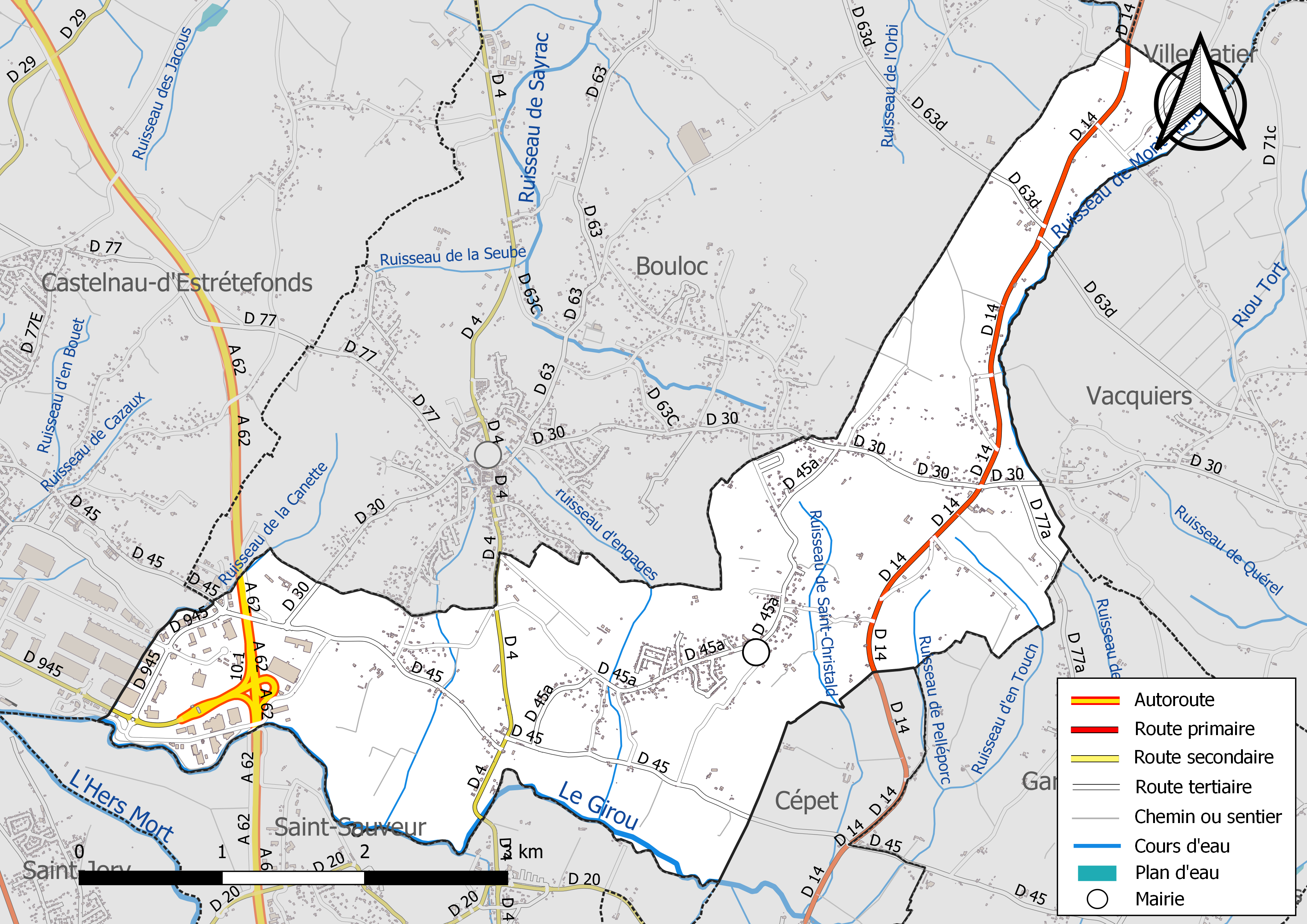
Réseaux hydrographique et routier de Villeneuve-lès-Bouloc.

La commune est dans le bassin de la Garonne, au sein du bassin hydrographique Adour-Garonne. Elle est drainée par le Girou, le ruisseau de Mont Auriol, le ruisseau de la Canette, le ruisseau de Nalbèze, le ruisseau d'engages, le ruisseau d'en Touch, le ruisseau de Pelléporc, le ruisseau de Saint-Christald, le ruisseau des Castagnes et par un petit cours d'eau, constituant un réseau hydrographique de 14 km de longueur totale,.
Le Girou, d'une longueur totale de 64,5 km, prend sa source dans la commune de Puylaurens (81) et s'écoule du sud-est vers le nord-ouest. Il traverse la commune et se jette dans l'Hers-Mort à Saint-Jory, après avoir traversé 31 communes.

### Climat
Pour des articles plus généraux, voir Climat de l'Occitanie et Climat de la Haute-Garonne.
En 2010, le climat de la commune est de type climat du Bassin du Sud-Ouest, selon une étude s'appuyant sur une série de données couvrant la période 1971-2000. En 2020, Météo-France publie une typologie des climats de la France métropolitaine dans laquelle la commune est exposée à un climat océanique altéré et est dans la région climatique Aquitaine, Gascogne, caractérisée par une pluviométrie abondante au printemps, modérée en automne, un faible ensoleillement au printemps, un été chaud (19,5 °C), des vents faibles, des brouillards fréquents en automne et en hiver et des orages fréquents en été (15 à 20 jours).
Pour la période 1971-2000, la température annuelle moyenne est de 13,1 °C, avec une amplitude thermique annuelle de 16 °C. Le cumul annuel moyen de précipitations est de 738 mm, avec 9,8 jours de précipitations en janvier et 5,6 jours en juillet. Pour la période 1991-2020, la température moyenne annuelle observée sur la station météorologique la plus proche, située sur la commune de Blagnac à 15 km à vol d'oiseau, est de 14,2 °C et le cumul annuel moyen de précipitations est de 627,0 mm,. Pour l'avenir, les paramètres climatiques de la commune estimés pour 2050 selon différents scénarios d'émission de gaz à effet de serre sont consultables sur un site dédié publié par Météo-France en novembre 2022.

### Milieux naturels et biodiversité
Aucun espace naturel présentant un intérêt patrimonial n'est recensé sur la commune dans l'inventaire national du patrimoine naturel,,.

## Urbanisme

### Typologie
Au 1er janvier 2024, Villeneuve-lès-Bouloc est catégorisée commune rurale à habitat dispersé, selon la nouvelle grille communale de densité à sept niveaux définie par l'Insee en 2022.
Elle appartient à l'unité urbaine de Toulouse, une agglomération inter-départementale regroupant 81  communes, dont elle est une commune de la banlieue,,. Par ailleurs la commune fait partie de l'aire d'attraction de Toulouse, dont elle est une commune de la couronne,. Cette aire, qui regroupe 527 communes, est catégorisée dans les aires de 700 000 habitants ou plus (hors Paris),.

### Occupation des sols
L'occupation des sols de la commune, telle qu'elle ressort de la base de données européenne d’occupation biophysique des sols Corine Land Cover (CLC), est marquée par l'importance des territoires agricoles (77,8 % en 2018), en diminution par rapport à 1990 (94,2 %). La répartition détaillée en 2018 est la suivante :
terres arables (56,2 %), zones agricoles hétérogènes (11,9 %), zones industrielles ou commerciales et réseaux de communication (8,6 %), zones urbanisées (8,4 %), prairies (6,1 %), forêts (5,1 %), cultures permanentes (3,6 %). L'évolution de l’occupation des sols de la commune et de ses infrastructures peut être observée sur les différentes représentations cartographiques du territoire : la carte de Cassini (XVIIIe siècle), la carte d'état-major (1820-1866) et les cartes ou photos aériennes de l'IGN pour la période actuelle (1950 à aujourd'hui).

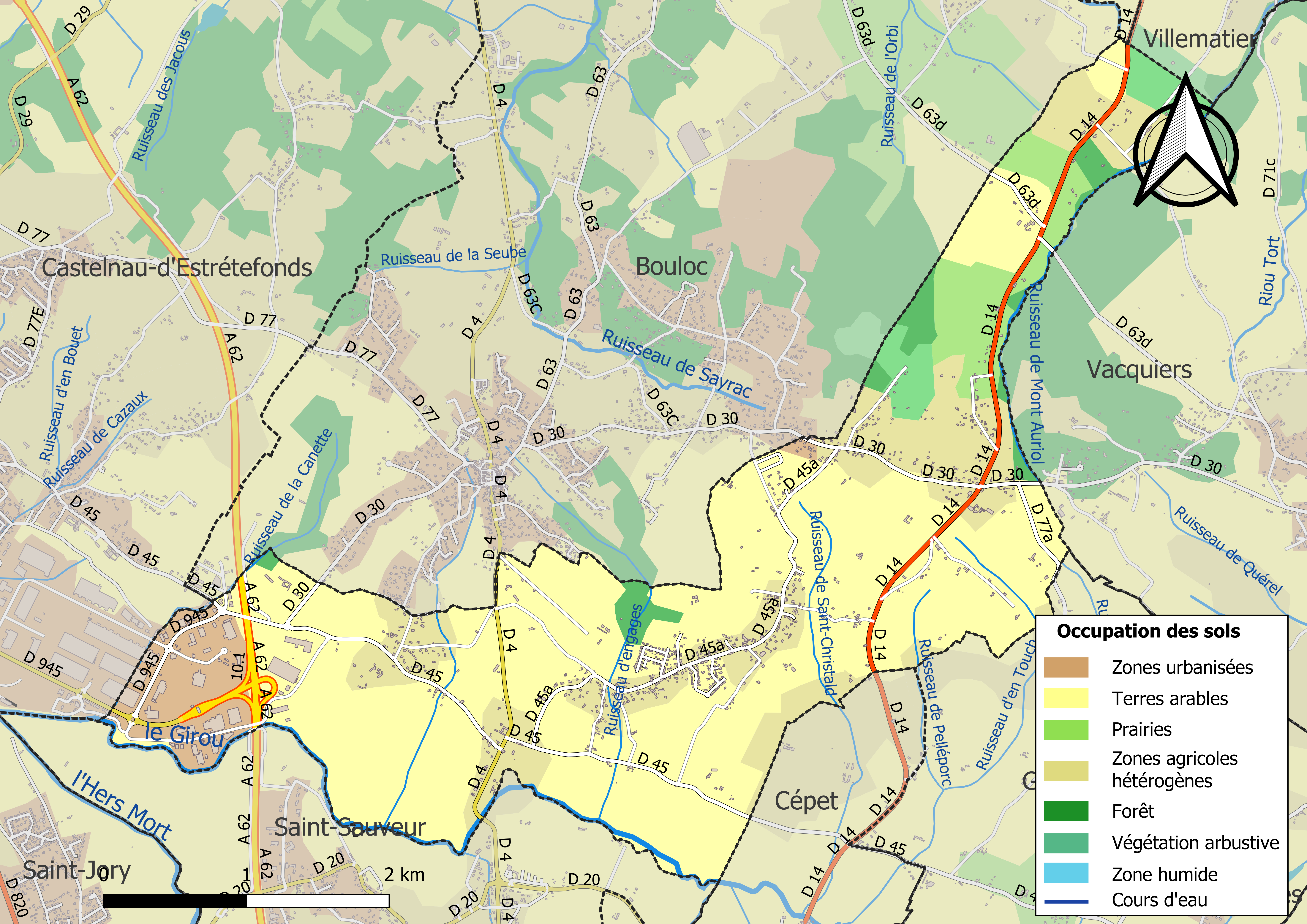
Carte des infrastructures et de l'occupation des sols de la commune en 2018 (CLC).

### Voies de communication et transports

#### Voies de communication
La commune est accessible par l'autoroute A62 (sortie  10.1 - Eurocentre), passant à l'ouest du territoire communal, et reliant Toulouse à Bordeaux.
Villeneuve-lès-Bouloc est traversée par la route départementale 14, reliant Le Born à Saint-Alban, en passant par l'est de la commune sur plusieurs kilomètres. Il s'agit d'une route très empruntée, notamment dans les trajets quotidiens entre Toulouse et Villemur-sur-Tarn. La commune est également traversée par la route départementale 4, reliant Fronton à Toulouse.

#### Transports
La ligne express Hop!301 du réseau Arc-en-Ciel relie Eurocentre à la station Borderouge du métro de Toulouse depuis Villemur-sur-Tarn, la ligne express Hop!302 relie Eurocentre à la station Borderouge également depuis Grenade, la ligne 329 relie le centre de la commune à la station Borderouge, la ligne 351 relie le lieu-dit Masseribault ou le centre de la commune à la gare routière de Toulouse depuis Villemur-sur-Tarn ou au lycée de Fronton, et la ligne 352 relie la route de Villemur à la gare routière de Toulouse depuis Villemur-sur-Tarn.
La gare la plus proche est la gare de Castelnau-d'Estrétefonds, sur la ligne de Bordeaux à Sète.
L'aéroport le plus proche est l'aéroport de Toulouse-Blagnac.

### Risques majeurs
Le territoire de la commune de Villeneuve-lès-Bouloc est vulnérable à différents aléas naturels : météorologiques (tempête, orage, neige, grand froid, canicule ou sécheresse), inondations et séisme (sismicité très faible). Il est également exposé à un risque technologique, la rupture d'un barrage. Un site publié par le BRGM permet d'évaluer simplement et rapidement les risques d'un bien localisé soit par son adresse soit par le numéro de sa parcelle.

#### Risques naturels
Certaines parties du territoire communal sont susceptibles d’être affectées par le risque d’inondation par débordement de cours d'eau, notamment le Girou. La commune a été reconnue en état de catastrophe naturelle au titre des dommages causés par les inondations et coulées de boue survenues en 1982, 1997, 1999, 2007, 2009 et 2017,.

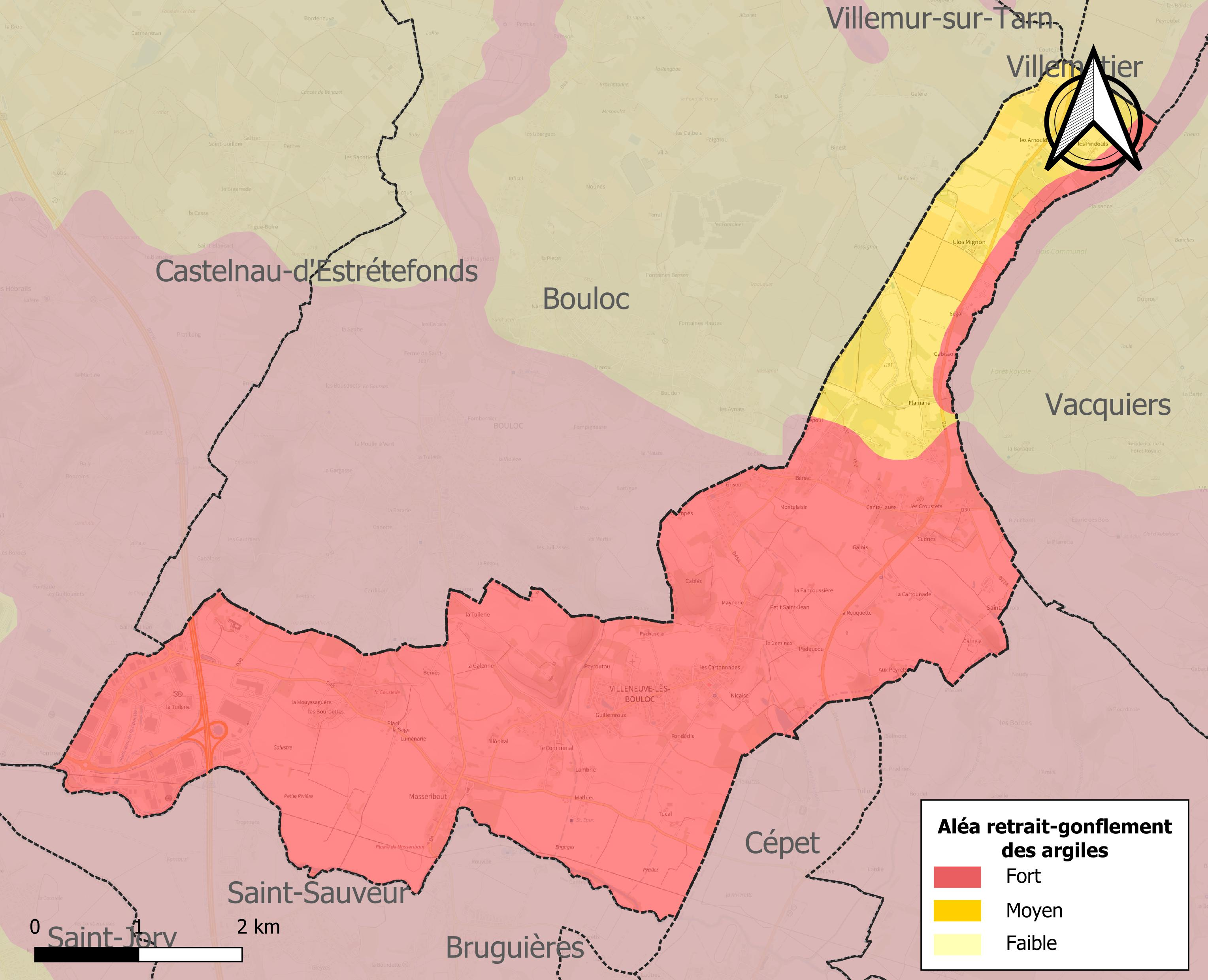
Carte des zones d'aléa retrait-gonflement des sols argileux de Villeneuve-lès-Bouloc.

Le retrait-gonflement des sols argileux est susceptible d'engendrer des dommages importants aux bâtiments en cas d’alternance de périodes de sécheresse et de pluie. La totalité de la commune est en aléa moyen ou fort (88,8 % au niveau départemental et 48,5 % au niveau national). Sur les 594 bâtiments dénombrés sur la commune en 2019, 594 sont en aléa moyen ou fort, soit 100 %, à comparer aux 98 % au niveau départemental et 54 % au niveau national. Une cartographie de l'exposition du territoire national au retrait gonflement des sols argileux est disponible sur le site du BRGM,.
Par ailleurs, afin de mieux appréhender le risque d’affaissement de terrain, l'inventaire national des cavités souterraines permet de localiser celles situées sur la commune.
Concernant les mouvements de terrains, la commune a été reconnue en état de catastrophe naturelle au titre des dommages causés par la sécheresse en 1989, 1991, 1993, 1996, 1999, 2002, 2003, 2011, 2012 et 2017 et par des mouvements de terrain en 1999.

#### Risques technologiques
La commune est en outre située en aval du barrage de l'Estrade sur la Ganguise (département de l'Aude). À ce titre elle est susceptible d’être touchée par l’onde de submersion consécutive à la rupture de cet ouvrage.

## Toponymie
Les habitants de Villeneuve-lès-Bouloc sont appelés les Villeneuvocien(ne)s. Cela dit, cette dénomination ne fait pas l'unanimité sur le village, certains anciens lui préférant l'appellation de Villeneuvoi(se)s.

## Politique et administration

### Administration municipale
Le nombre d'habitants au recensement de 2017 étant compris entre 1 500 habitants et 2 499 habitants, le nombre de membres du conseil municipal pour l'élection de 2020 est de dix-neuf,.

### Rattachements administratifs et électoraux
Commune faisant partie de la cinquième circonscription de la Haute-Garonne, de la communauté de communes du Frontonnais et du canton de Villemur-sur-Tarn (avant le redécoupage départemental de 2014, Villeneuve-lès-Bouloc faisait partie de l'ex-canton de Fronton).

### Jumelages et coopérations
- Blansko (Tchéquie) : avec les communes de Vacquiers et Bouloc
- Mar Lodj (Sénégal)

## Population et société

### Démographie
L'évolution du nombre d'habitants est connue à travers les recensements de la population effectués dans la commune depuis 1793. Pour les communes de moins de 10 000 habitants, une enquête de recensement portant sur toute la population est réalisée tous les cinq ans, les populations de référence des années intermédiaires étant quant à elles estimées par interpolation ou extrapolation. Pour la commune, le premier recensement exhaustif entrant dans le cadre du nouveau dispositif a été réalisé en 2005.

En 2022, la commune comptait 1 687 habitants, en évolution de +8,91 % par rapport à 2016 (Haute-Garonne : +8,02 %, France hors Mayotte : +2,11 %).
| 1793 | 1800 | 1806 | 1821 | 1831 | 1836 | 1841 | 1846 | 1851 |
| ---- | ---- | ---- | ---- | ---- | ---- | ---- | ---- | ---- |
| 426  | 476  | 454  | 484  | 525  | 491  | 508  | 522  | 525  |

| 1856 | 1861 | 1866 | 1872 | 1876 | 1881 | 1886 | 1891 | 1896 |
| ---- | ---- | ---- | ---- | ---- | ---- | ---- | ---- | ---- |
| 537  | 512  | 513  | 515  | 521  | 539  | 510  | 498  | 463  |

| 1901 | 1906 | 1911 | 1921 | 1926 | 1931 | 1936 | 1946 | 1954 |
| ---- | ---- | ---- | ---- | ---- | ---- | ---- | ---- | ---- |
| 471  | 440  | 426  | 392  | 407  | 392  | 413  | 428  | 456  |

| 1962 | 1968 | 1975 | 1982 | 1990 | 1999 | 2005  | 2006  | 2010  |
| ---- | ---- | ---- | ---- | ---- | ---- | ----- | ----- | ----- |
| 452  | 429  | 583  | 699  | 882  | 950  | 1 033 | 1 032 | 1 025 |

| 2015  | 2020  | 2022  | - | - | - | - | - | - |
| ----- | ----- | ----- | - | - | - | - | - | - |
| 1 520 | 1 629 | 1 687 | - | - | - | - | - | - |

| selon la population municipale des années : | 1968 | 1975 | 1982 | 1990 | 1999 | 2006 | 2009 | 2013 |
| Rang de la commune dans le département      | 178  | 134  | 148  | 140  | 142  | 147  | 156  | 139  |
| Nombre de communes du département           | 592  | 582  | 586  | 588  | 588  | 588  | 589  | 589  |

### Enseignement
Villeneuve-lès-Bouloc fait partie de l'académie de Toulouse.

### Écologie et recyclage
La collecte et le traitement des déchets des ménages et des déchets assimilés ainsi que la protection et la mise en valeur de l'environnement se font dans le cadre de la communauté de communes du Frontonnais,.

## Économie

### Revenus
En 2018 (données Insee publiées en septembre 2021), la commune compte 584 ménages fiscaux, regroupant 1 600 personnes. La médiane du revenu disponible par unité de consommation est de 24 910 € (23 140 € dans le département).

### Emploi
|                | 2008  | 2013  | 2018  |
| -------------- | ----- | ----- | ----- |
| Commune        | 5,4 % | 6,7 % | 3,4 % |
| Département    | 7,7 % | 9,6 % | 9,3 % |
| France entière | 8,3 % | 10 %  | 10 %  |

En 2018, la population âgée de 15 à 64 ans s'élève à 991 personnes, parmi lesquelles on compte 83 % d'actifs (79,6 % ayant un emploi et 3,4 % de chômeurs) et 17 % d'inactifs,. Depuis 2008, le taux de chômage communal (au sens du recensement) des 15-64 ans est inférieur à celui de la France et du département.
La commune fait partie de la couronne de l'aire d'attraction de Toulouse, du fait qu'au moins 15 % des actifs travaillent dans le pôle,. Elle compte 1 358 emplois en 2018, contre 873 en 2013 et 493 en 2008. Le nombre d'actifs ayant un emploi résidant dans la commune est de 794, soit un indicateur de concentration d'emploi de 171,2 % et un taux d'activité parmi les 15 ans ou plus de 67,4 %.
Sur ces 794 actifs de 15 ans ou plus ayant un emploi, 96 travaillent dans la commune, soit 12 % des habitants. Pour se rendre au travail, 90,9 % des habitants utilisent un véhicule personnel ou de fonction à quatre roues, 3,6 % les transports en commun, 2,6 % s'y rendent en deux-roues, à vélo ou à pied et 2,9 % n'ont pas besoin de transport (travail au domicile).

### Activités hors agriculture

#### Secteurs d'activités
187 établissements sont implantés à Villeneuve-lès-Bouloc au 31 décembre 2019. Le tableau ci-dessous en détaille le nombre par secteur d'activité et compare les ratios avec ceux du département,.
| Secteur d'activité                                                                                        | Commune | Commune | Département |
| Secteur d'activité                                                                                        | Nombre  | %       | %           |
| --- | ------- | ------- | ----------- |
| Ensemble                                                                                                  | 187     | 100 %   | (100 %)     |
| Industrie manufacturière, industries extractives et autres                                                | 16      | 8,6 %   | (5,7 %)     |
| Construction                                                                                              | 26      | 13,9 %  | (12 %)      |
| Commerce de gros et de détail, transports, hébergement et restauration                                    | 70      | 37,4 %  | (25,9 %)    |
| Information et communication                                                                              | 3       | 1,6 %   | (4,1 %)     |
| Activités financières et d'assurance                                                                      | 8       | 4,3 %   | (3,8 %)     |
| Activités immobilières                                                                                    | 8       | 4,3 %   | (4,2 %)     |
| Activités spécialisées, scientifiques et techniques et activités de services administratifs et de soutien | 39      | 20,9 %  | (19,8 %)    |
| Administration publique, enseignement, santé humaine et action sociale                                    | 9       | 4,8 %   | (16,6 %)    |
| Autres activités de services                                                                              | 8       | 4,3 %   | (7,9 %)     |

Le secteur du commerce de gros et de détail, des transports, de l'hébergement et de la restauration est prépondérant sur la commune puisqu'il représente 37,4 % du nombre total d'établissements de la commune (70 sur les 187 entreprises implantées à Villeneuve-lès-Bouloc), contre 25,9 % au niveau départemental.

#### Entreprises et commerces
Les cinq entreprises ayant leur siège social sur le territoire communal qui génèrent le plus de chiffre d'affaires en 2020 sont :
- Gpdis France - Seeb, commerce de gros (commerce interentreprises) d'appareils électroménagers (311 421 k€) ;
- Axso, commerce de gros (commerce interentreprises) de produits chimiques (170 883 k€) ;
- Centrale Convergence, centrales d'achat non alimentaires (143 972 k€) ;
- Top - Tex Group, commerce de gros (commerce interentreprises) d'habillement et de chaussures (77 806 k€) ;
- V2V Materiels Et Services Travaux Publics, commerce de gros (commerce interentreprises) de machines pour l'extraction, la construction et le génie civil (68 693 k€).

### Agriculture
La commune est dans le Lauragais, une petite région agricole occupant le nord-est du département de la Haute-Garonne, dont les coteaux portent des grandes cultures en sec avec une dominante blé dur et tournesol. En 2020, l'orientation technico-économique de l'agriculture  sur la commune est la polyculture et/ou le polyélevage.
|               | 1988  | 2000 | 2010 | 2020 |
| ------------- | ----- | ---- | ---- | ---- |
| Exploitations | 39    | 24   | 15   | 14   |
| SAU (ha)      | 1 112 | 704  | 627  | 812  |

Le nombre d'exploitations agricoles en activité et ayant leur siège dans la commune est passé de 39 lors du recensement agricole de 1988  à 24 en 2000 puis à 15 en 2010 et enfin à 14 en 2020, soit une baisse de 64 % en 32 ans. Le même mouvement est observé à l'échelle du département qui a perdu pendant cette période 57 % de ses exploitations,. La surface agricole utilisée sur la commune a également diminué, passant de 1 112 ha en 1988 à 812 ha en 2020. Parallèlement la surface agricole utilisée moyenne par exploitation a augmenté, passant de 29 à 58 ha.

## Culture locale et patrimoine

### Lieux et monuments
- Le monument aux Morts
- Château de Villefranche.

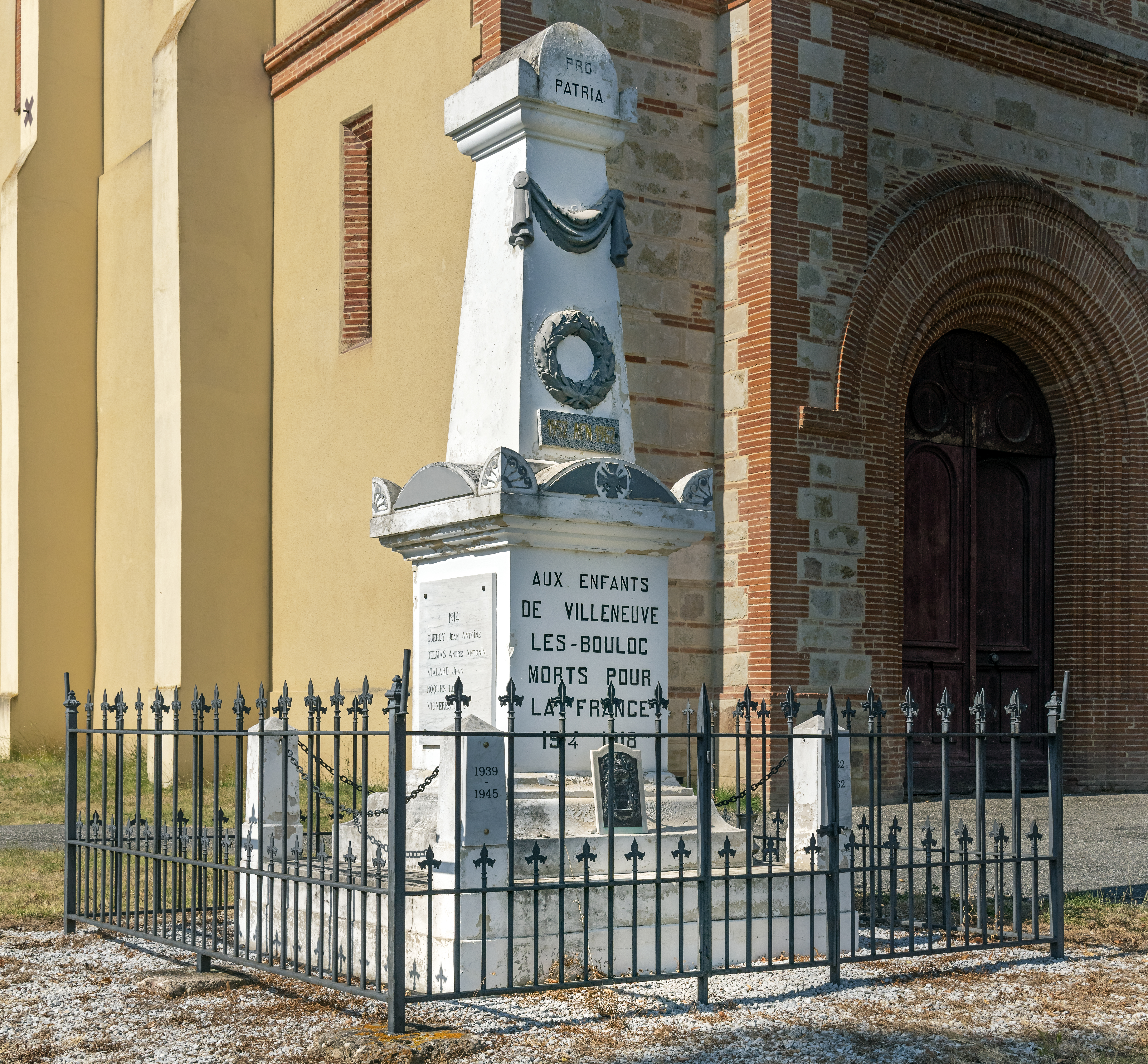
Monument aux Morts
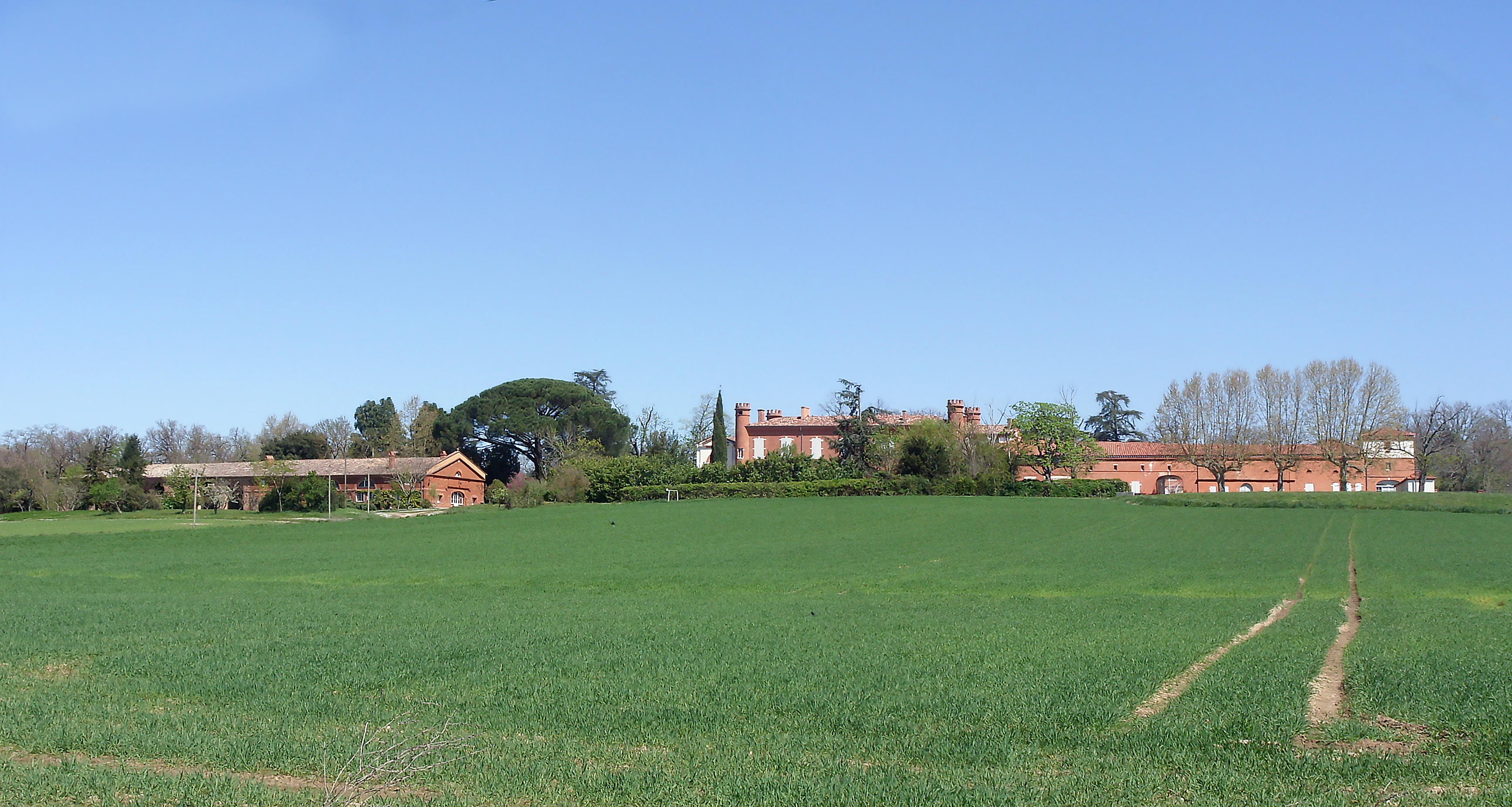
Château de Villefranche.
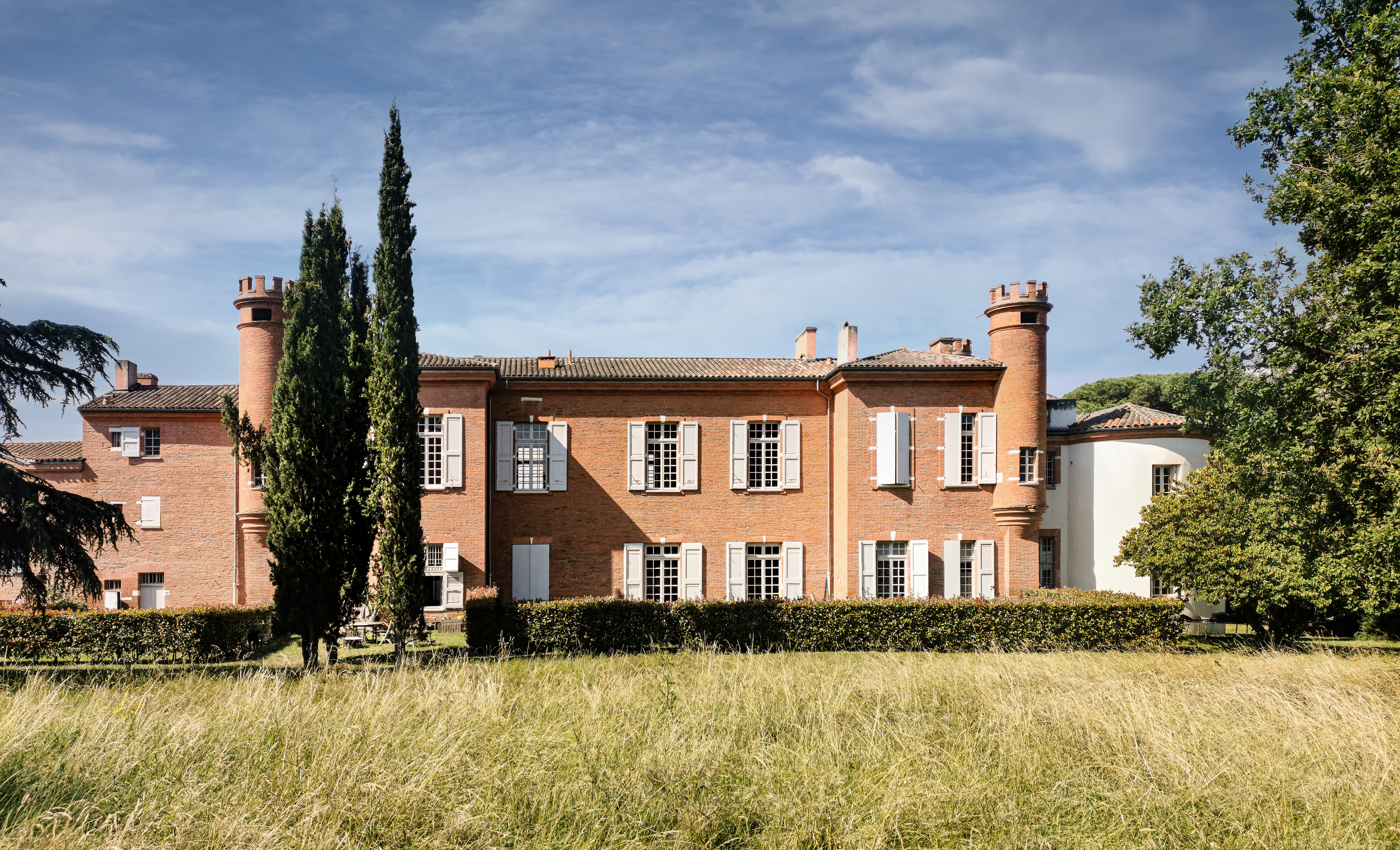
Le château et la chapelle exposition nord-est
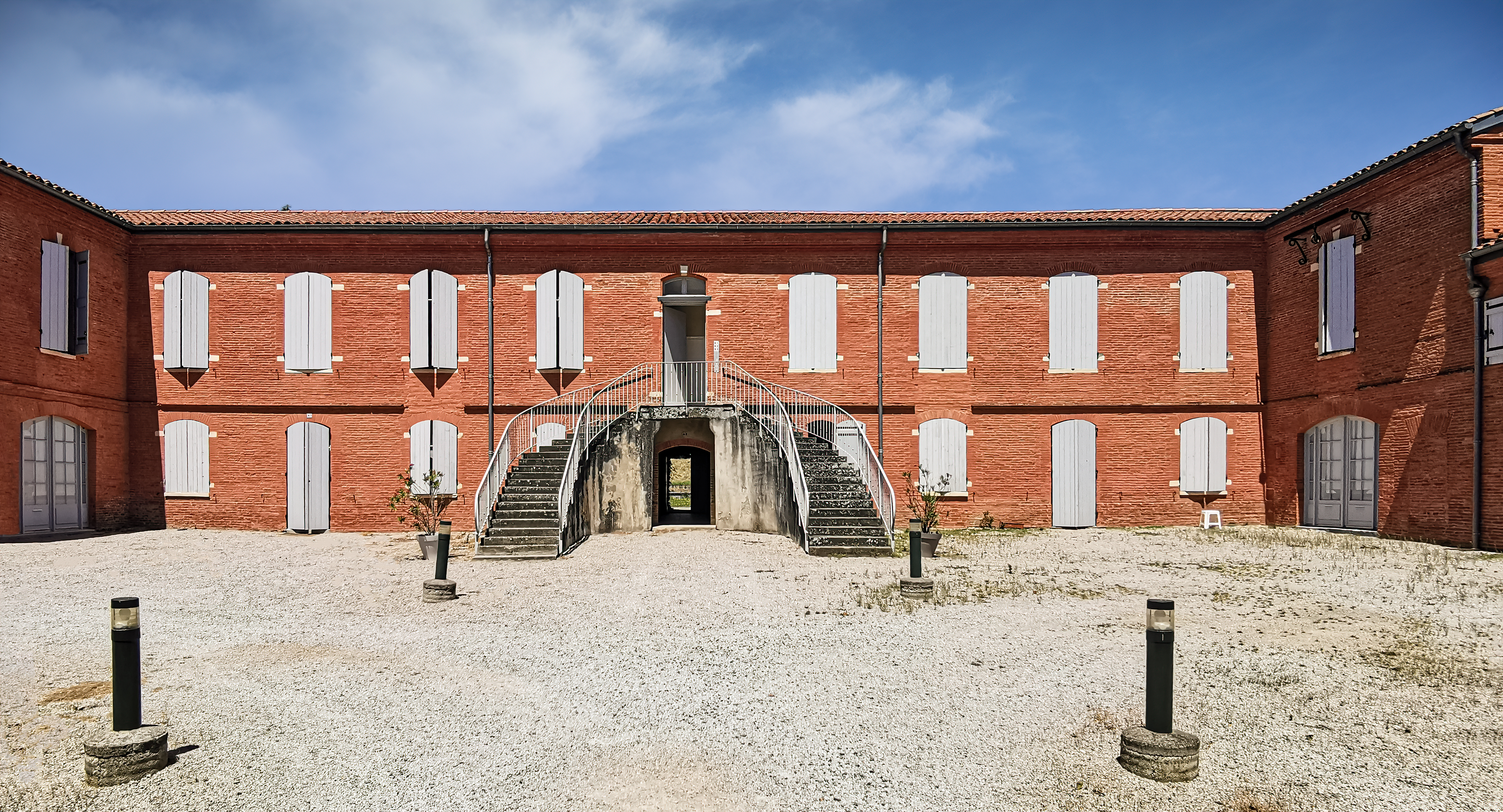
La cour intérieure
Le château et la chapelle exposition sud-ouest

- L'église Saint-Pierre.

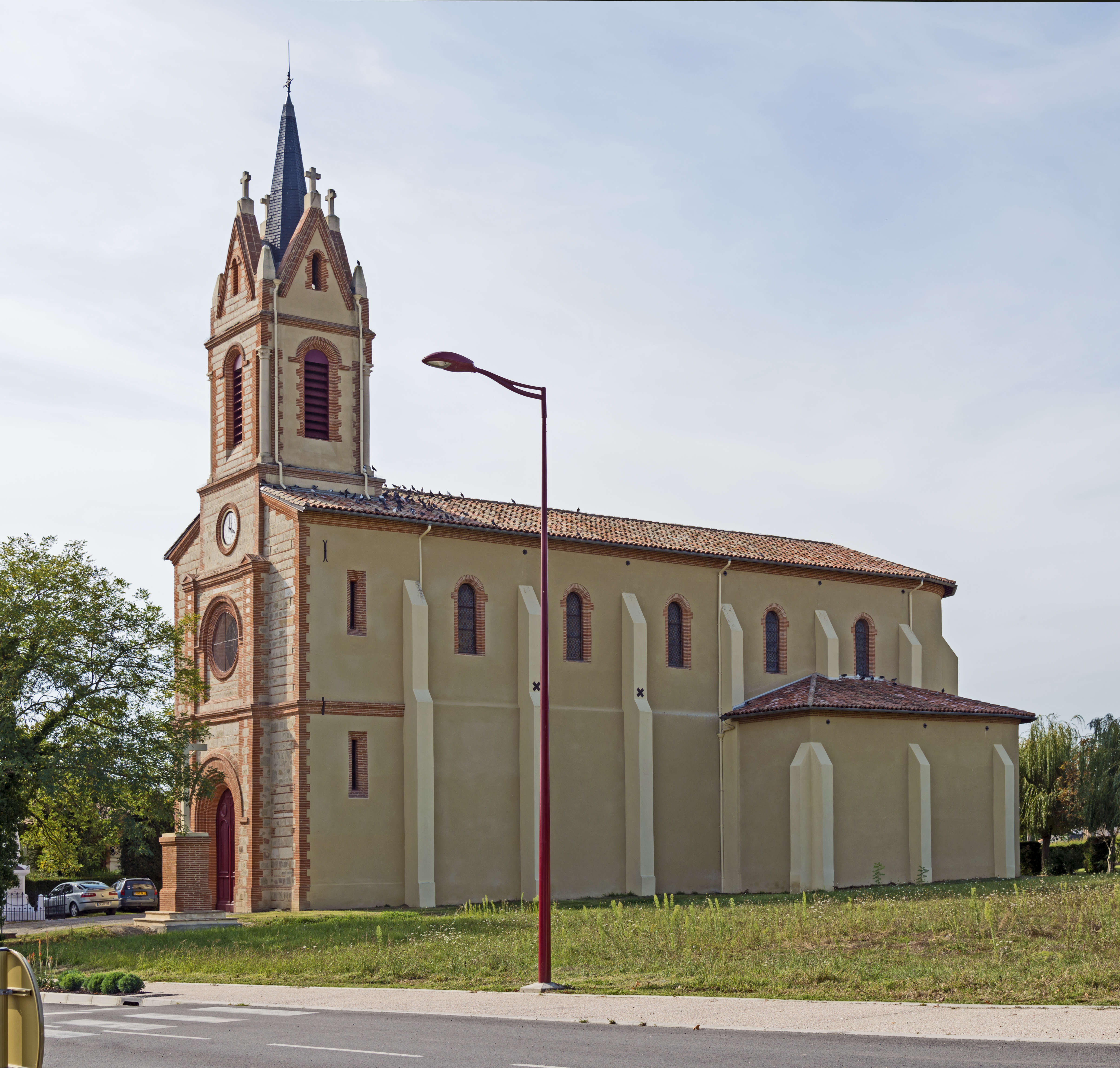
L'église.
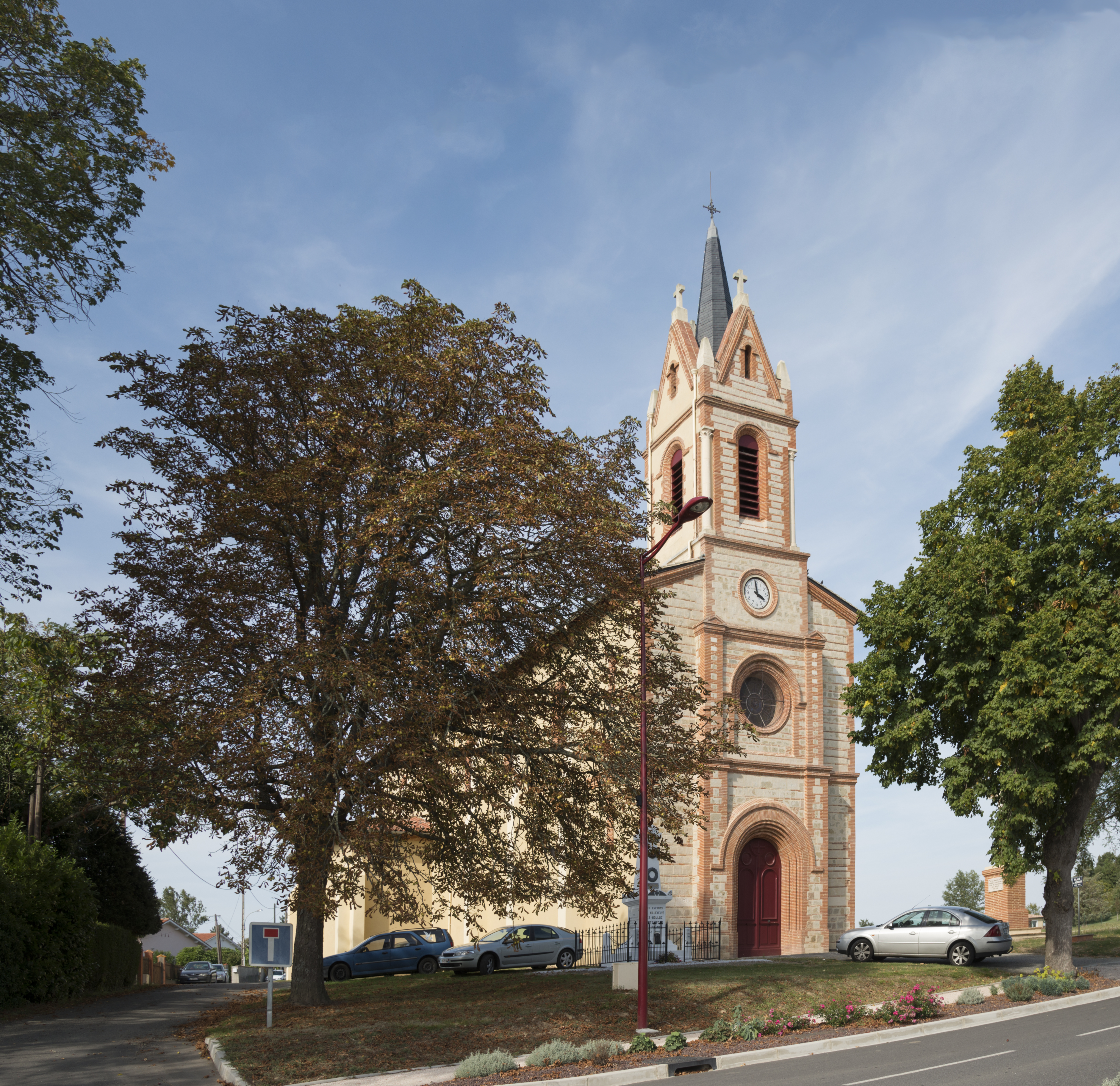
La façade de l'église.
La nef et le chœur
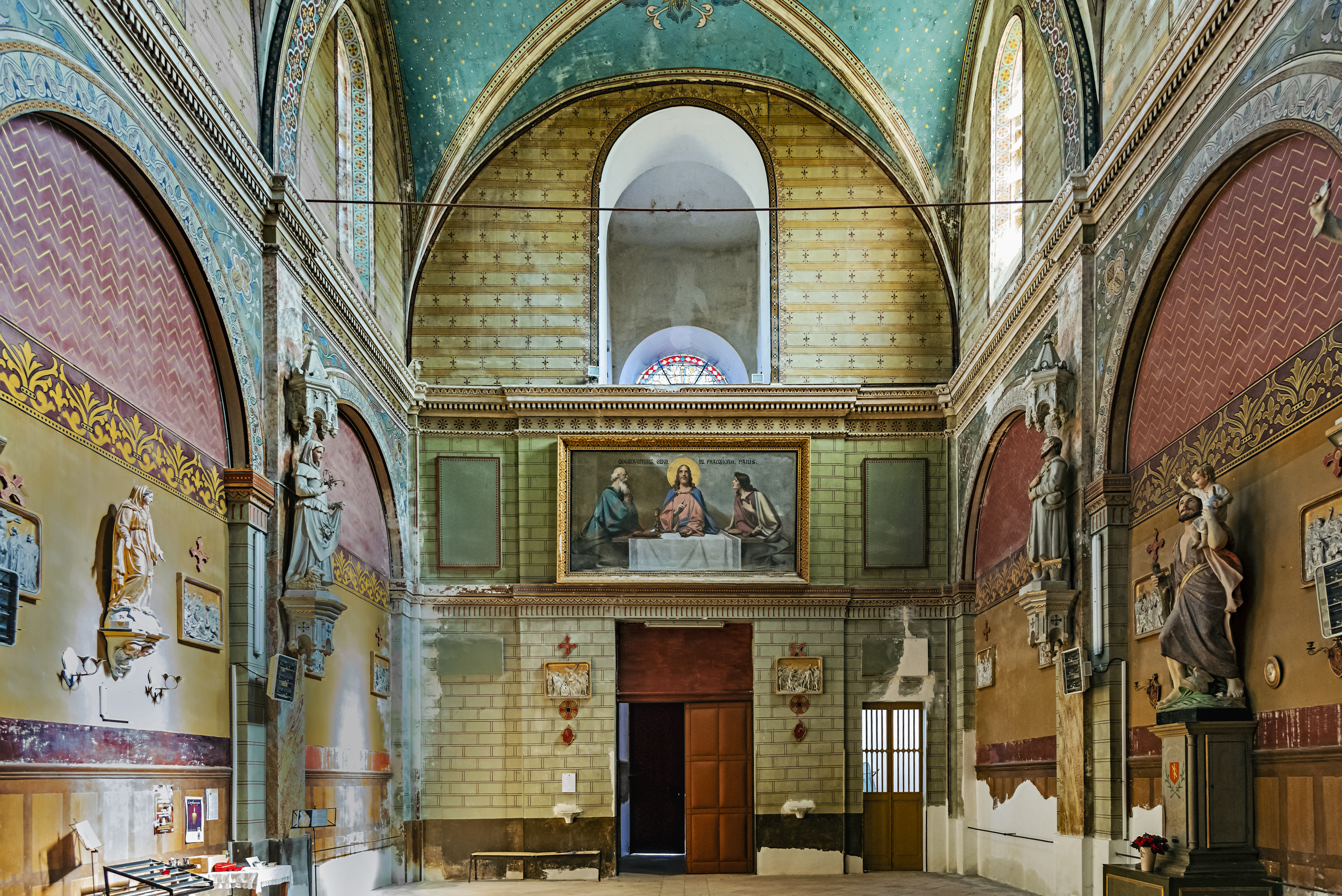
La contre-façade
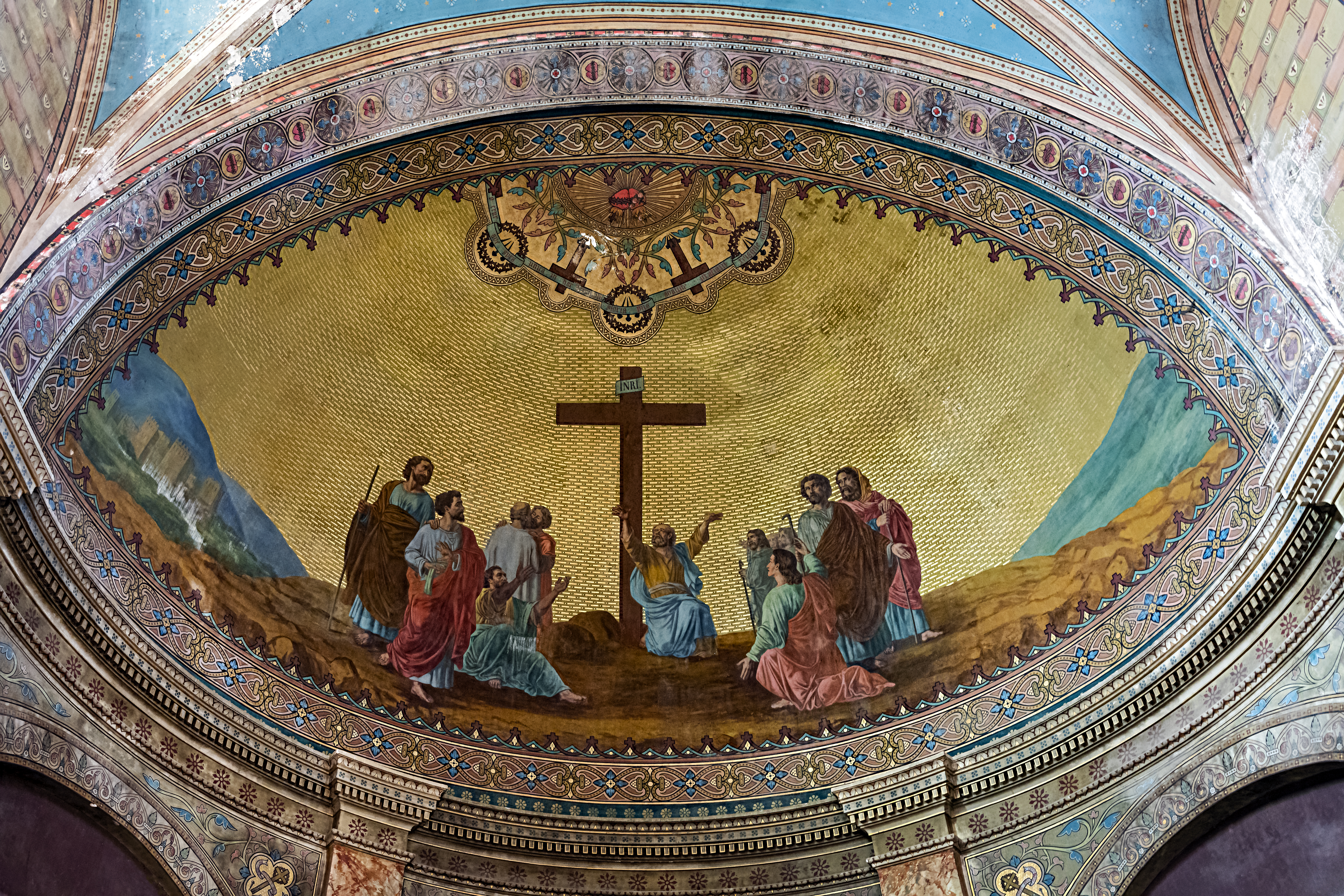
La voûte du chœur représente saint Pierre au pied de la croix avec les apôtres de Jésus
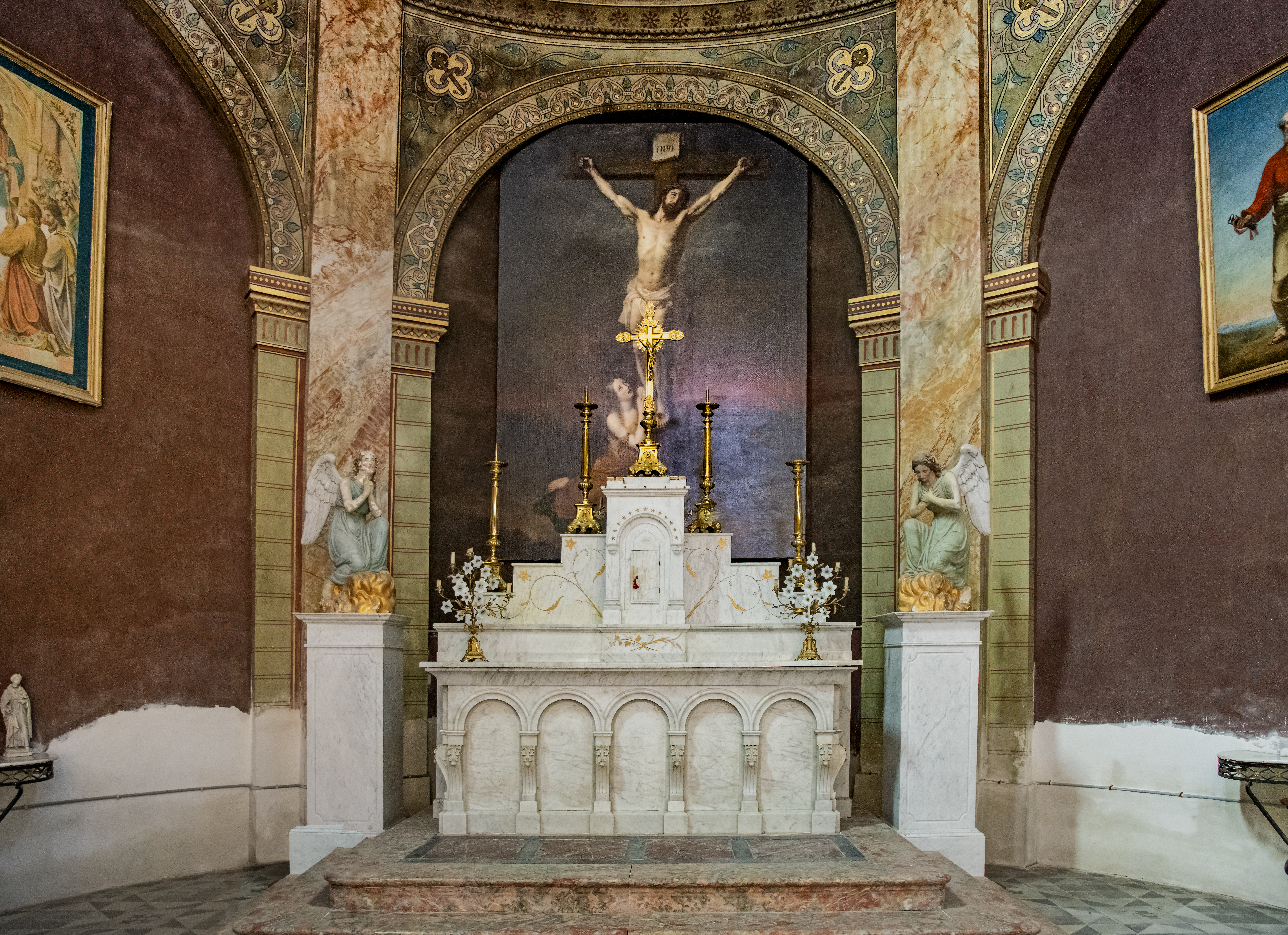
Le maître-Autel néogothique du XIXe
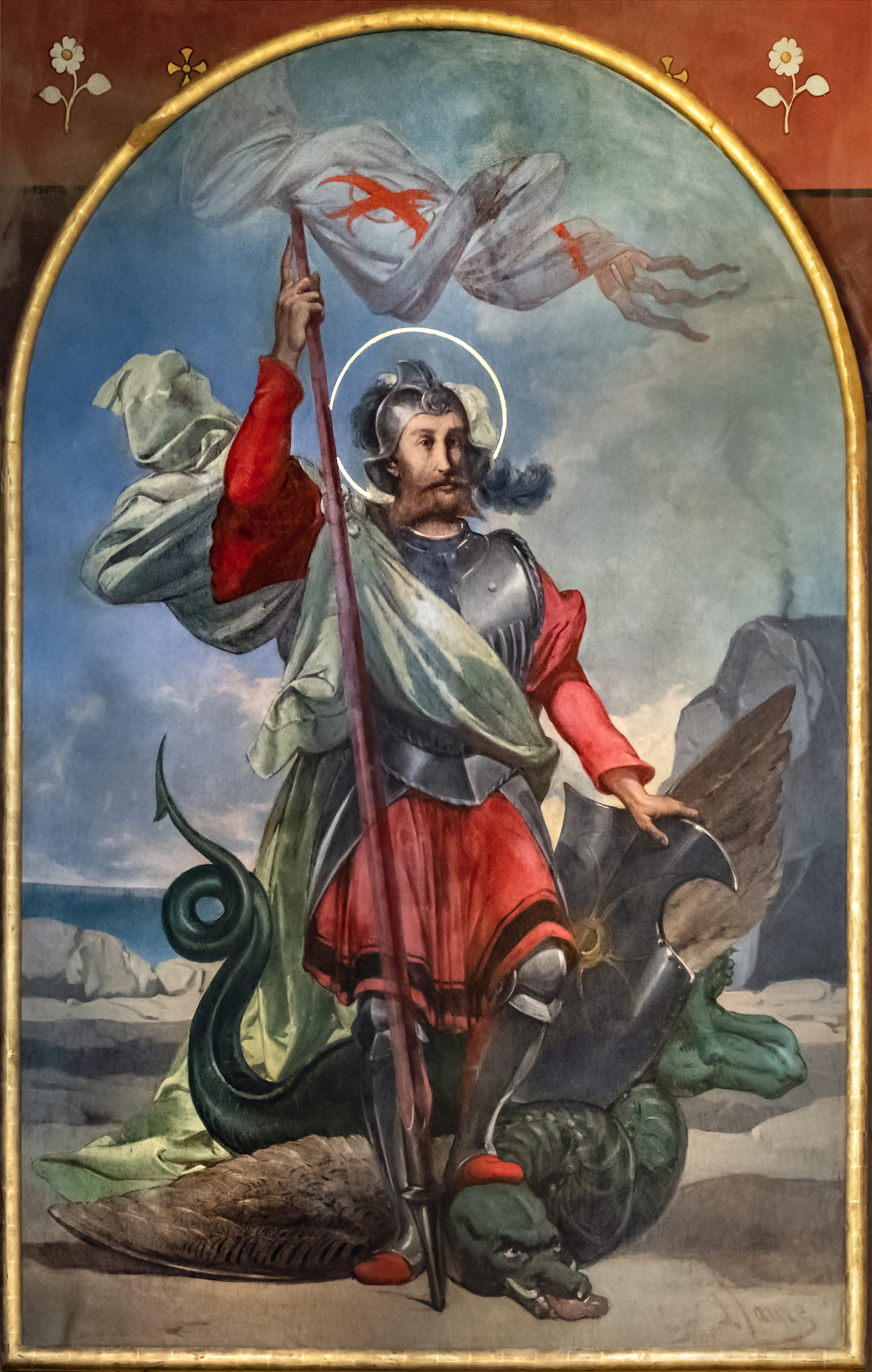
Saint-George et le dragon, 1875, Huile sur toile

- Moulin de Masseribaut ancien moulin sur le Girou.
- L'hôpital..

### Personnalités liées à la commune
- Pascal Royère, archéologue (1965-2014), né à Villeneuve-lès-Bouloc

## Héraldique
| Blason de Villeneuve-lès-Bouloc | Blason  | Écartelé au 1) d’azur au lion d’or armé et lampassé de gueules, au 2) d’or au coq de sable crêté et barbé de gueules, au 3) de gueules à la bordure componée d’or et aussi de gueules à la bande haussée d’or chargé d’azur brochant sur le tout, au 4) de sable aux neuf besants d’or ordonnés 3, 3 et 3. |
| Blason de Villeneuve-lès-Bouloc | Détails | Le statut officiel du blason reste à déterminer. |

## Pour approfondir